# Війна Страйкера
Війна Страйкера (англ. Stryker's War) — американський бойовик 1985 року.

## Сюжет
Джек Страйкер із залишками свого розгромленого у В'єтнамі підрозділу повертається в Штати, де сподівається почати мирне спокійне життя. Але коли в його рідному містечку з'являється секта релігійних фанатиків, практикуючих криваві жертвопринесення, у Страйкера не залишається іншого виходу, окрім як знову зібрати своїх старих фронтових товаришів і дати сектантам відсіч.

## У ролях
- Браян Шульц — Джек Страйкер
- Роберт Рікман — сержант Вокер Джексон
- Джон Манфреді — лейтенант Девід Міллер
- Тімоті Патрік Куілл — капрал Тім Тайлер
- Сем Реймі — лідер сектант
- Шеріл Гаттрідж — Саллі
- Перрі Маллет — Отіс
- Денді — Віскі
- Рік Гадсон — Кеннел
- Пем Льюїс — мама
- Джим Гріффен — тато
- Тео Крушевскі — дитина
- Конні Крейг — дівчина
- Террі-Лінн Брамфілд — дівчина
- Тед Реймі — людина з ланцюгом